# Étienne de Tessières de Boisbertrand
Étienne de Tessières, comte de Boisbertrand, né le 23 août 1780 et décédé le 16 mars 1858 au château de Lampourdier, Châteauneuf-du-Pape (Vaucluse), est un haut fonctionnaire et homme politique français.

## Biographie
Il remplit sous la Restauration plusieurs fonctions importantes dans l'administration. Il est secrétaire général de la préfecture de la Vienne et devient chef de division au ministère de l'Intérieur, maître des requêtes, puis conseiller d'État, directeur de l'administration des établissements d'utilité publique, commissaire général de police à Bordeaux. 
Élu député de la Vienne, au collège de département, le 6 mars 1824, il se montre tout dévoué aux ministres, vote sans cesse avec eux et prend parfois la parole pour soutenir la politique gouvernementale. Il est réélu les 24 novembre 1827 et 3 juillet 1830, il soutient également le cabinet Polignac, et quitte la vie politique en 1831. Il est directeur de l'Agriculture entre 1828 et 1830.
Le 20 mars 1815, il est nommé chevalier de la Légion d'honneur, puis le 19 mai 1825, officier.

## En Savoir plus